# Ляльвер
Ляльвер (груз. ლალვერი) — одна з вершин Безенгійської стіни головного Кавказького хребта.  
Ляльвер (4350 м) — найзахідніша вершина Безенгійської стіни. Підйом від перевала Нижній Цаннер крутим снігово-льодовиковим схилом, потім по скелях. (2A). Через Ляльвер ведуть маршрути на пік Єсеніна, Гестолу (3Б), а також траверс всієї Безенгійської стіни і далі до Дихтау (5Б).

## Сходження по північному гребеню
Вихідний бівуак — на кромці скельного борта Нижньо-Цаннерського льодопаду (пункт 3). З  перевалу Н. Цаннер рухатися по сніжному північно-східному гребеню правіше лінії гребеня до скельного острова. Залишаючи острів праворуч, підніматися 200 м по сніжно-льодовому схилу крутістю до 45° з виходом на скелі. Вгору по скелях 300–350 м на сніжний гребінь і по ньому підйом на вершину.

Від перевалу 3-4 години. Спуск по шляху підйому — 2 години.

## Ресурси Інтернету
- Ляльвер у хмарах [Архівовано 5 березня 2016 у Wayback Machine.]
- Маршрути сходжень на Ляльвер і Гестолу [Архівовано 5 березня 2016 у Wayback Machine.]

| Земля | Це незавершена стаття з географії. Ви можете допомогти проєкту, виправивши або дописавши її. |

1. 1 2 3  https://www.peakbagger.com/peak.aspx?pid=10402